# 柳亭燕路 (7代目)
七代目 柳亭 燕路（りゅうてい えんじ、1959年2月27日 - ）は、福岡県小倉市（現:北九州市小倉北区）出身の落語家。落語協会所属。本名：浅間 聖史。

## 経歴
福岡県立小倉高等学校、早稲田大学教育学部卒業後、1982年1月、十代目柳家小三治に入門。前座名「九治」を名乗る。
1987年5月に橘家豊蔵、春風亭あさりと共に二ツ目に昇進。1994年に北とぴあ若手落語家競演会・北とぴあ大賞を、1995年に国立演芸場花形演芸会金賞を受賞。
1997年9月に七代目古今亭志ん馬と共に真打昇進し、七代目柳亭燕路を襲名。北九州市民文化賞奨励賞を受賞した。1999年に林家彦六賞を受賞。

## 芸歴
- 1982年1月∶十代目柳家小三治に入門、前座名「九治」。
- 1987年5月∶二ツ目昇進。
- 1997年9月∶真打昇進、七代目柳亭燕路を襲名。

## 人物
乗馬ライセンス（日本馬術連盟Ｂ級認定）、高校・中学社会科教員免許所持。

## 活動
柳家禽太夫、林家小染と共に池袋演芸場の落語協会特選会で三人会を開いている。

### 学校寄席
- 2015年11月5日∶愛知県瀬戸市立水無瀬中学校の文化祭にて古今亭志ん吉、江戸家まねき猫と共に「学校DE寄席」を開催し、落語を披露。
- 2020年12月19日∶東京都青ヶ島村立青ヶ島小中学校の土曜日授業にて「わんぱく寄席」を開催し、落語を披露。

## 弟子
- 柳亭こみち